# Внутрішнє Японське море

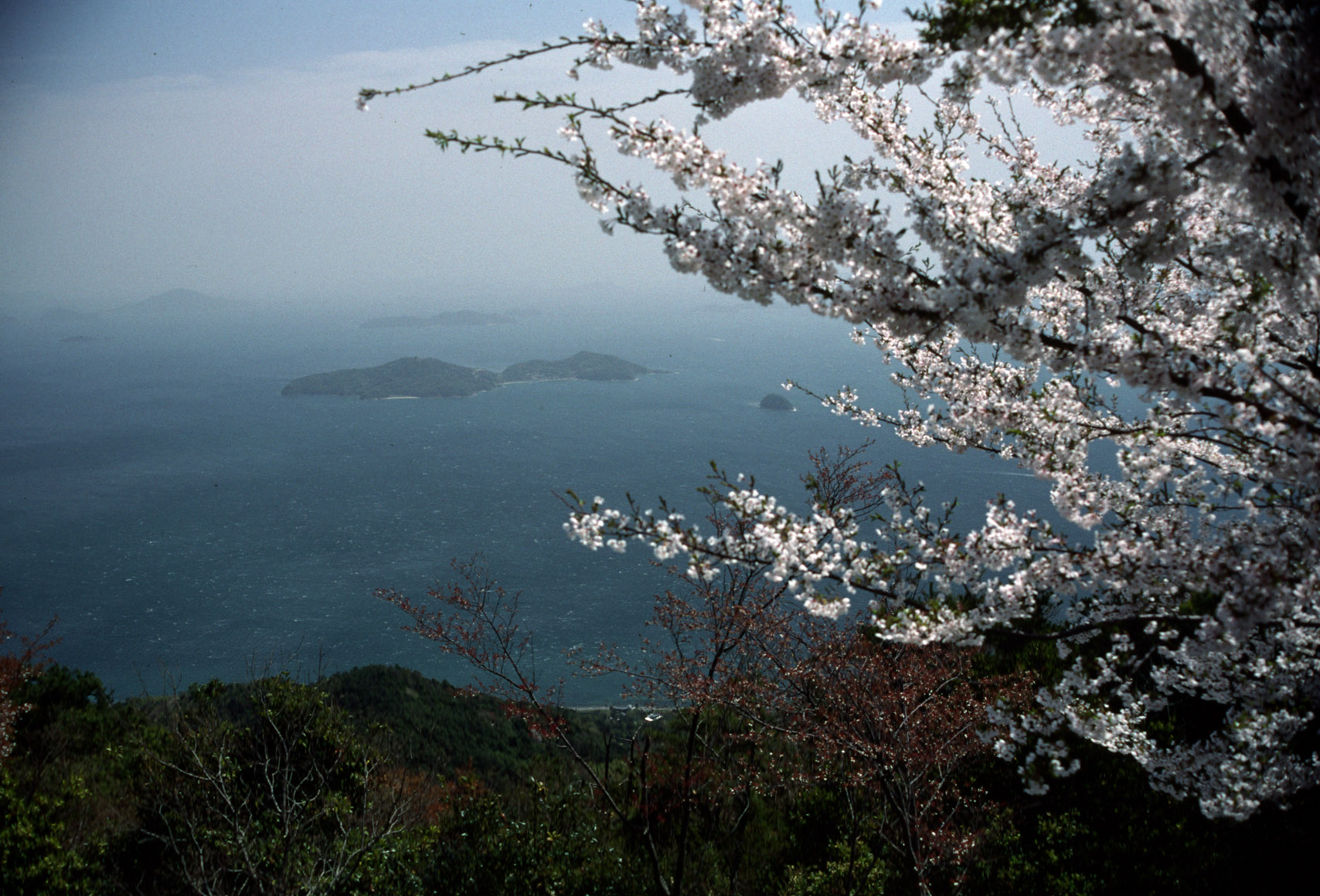
Краєвид Внутрішнього Японського моря

Внутрішнє Японське море (яп. 瀬戸内海 — сето найкай, «внутрішнє море Сето») — міжострівне море, частина океану між трьома японськими островами Хонсю, Кюсю і Сікоку. Воно слугує міжнародним морським шляхом, який зв'язує Японське море з Тихим океаном, а також західні і східні землі японського архіпелагу. Це море має вихід до Осацької затоки, головного промислового центру регіону Кінкі. До будівництва головної автостради Санйо, було головною транспортною артерією між Кінкі і Кюсю.
Регіон Внутрішнього Японського моря характерний помірним кліматом, з відносно стабільною температурою і низьким рівнем опадів. Його часто називають «країною чудової погоди» (晴れの国, харе но куні). Море відоме також періодичними «червоними» припливами (赤潮, акасіо), причиною яких є різке зростання кількості водоростей (фітопланктону), від яких гине багато риби.
У 1980-х роках північне і південне узбережжя Внутрішнього японського моря були з'єднані трьома мостами. Серед них — важливий залізничний і транспортний вузол Великий міст Сето.

## Географічні особливості

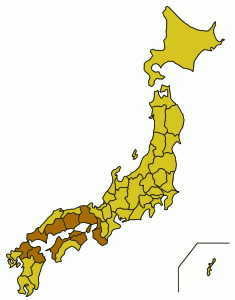
Префектури, які мають вихід до Внутрішнього Японського моря.

Площа Внутрішнього Японського моря — 18 тисяч км². Довжина із заходу на схід становить 450 км. Ширина з півночі на південь — від 15 до 55 км. Море переважно мілководне. Середня глибина становить 37,3 м. Найглибша точка — 105 м, але деякі джерела вказують на глибину до 241 м. Солоність води — 30—34 ‰. Середня температура води на поверхні в лютому становить близько 16°C, а у серпні — близько 27°C.
Західна частина Внутрішнього Японського моря з'єднується із Японським морем протокою Канмон (протока Сімоносекі) на півночі, а з Тихим океаном — протокою Бунґо на півдні. Східна частина моря виходить до Тихого океану через протоку Наруто і канал Кії.
Вихід до Внутрішнього моря мають префектури Ямаґуті, Хіросіма, Окаяма, Каґава, Ехіме, Фукуока та Ойта. Міста Хіросіма, Хацукаіті, Івакуні, Мацуяма, Кобе, Осака та інші розташовані на його узбережжі.
Кожна частина Внутрішнього моря має окремі японські назви. Існує також величезна кількість невеликих проток, які зв'язують середні та малі острови всередині моря. Кількість цих островів сягає 3000. Більшість малих островів безлюдні.

### Основні острови
- Західна частина: Суодзіма, острови Увакаї, Хасірадзіма;
- Центральна частина: Омісіма, Інносіма, Іцукусіма (більш зананий як Міядзіма), Камоґарідзіма, острови Хінасе і Касаока;
- Східна частина: Авадзі, Сьодосіма, острови Іесіма, острови Наосіма, острови Сіваку.

## Клімат
Акваторія моря повністю лежить у субтропічному кліматичному поясі, в зоні мусонів. Влітку переважають тропічні повітряні маси, взимку — помірні. Значні сезонні амплітуди температури повітря і розподілу атмосферних опадів. Сезон дощів припадає на літній період, взимку можливі снігопади.

## Біологія
Акваторія моря лежить в екорегіоні Центрального Куросіо бореальної тихоокеанської морської зоогеографічної провінції. У зоогеографічному відношенні донна фауна континентального шельфу до глибини 200 м належить до північної субтропічної зони.
У Внутрішньому Японському морі мешкає близько 500 морських видів. Серед них риба аю, краб лімулюс, морські свині, велика біла акула та інші.

## Історія

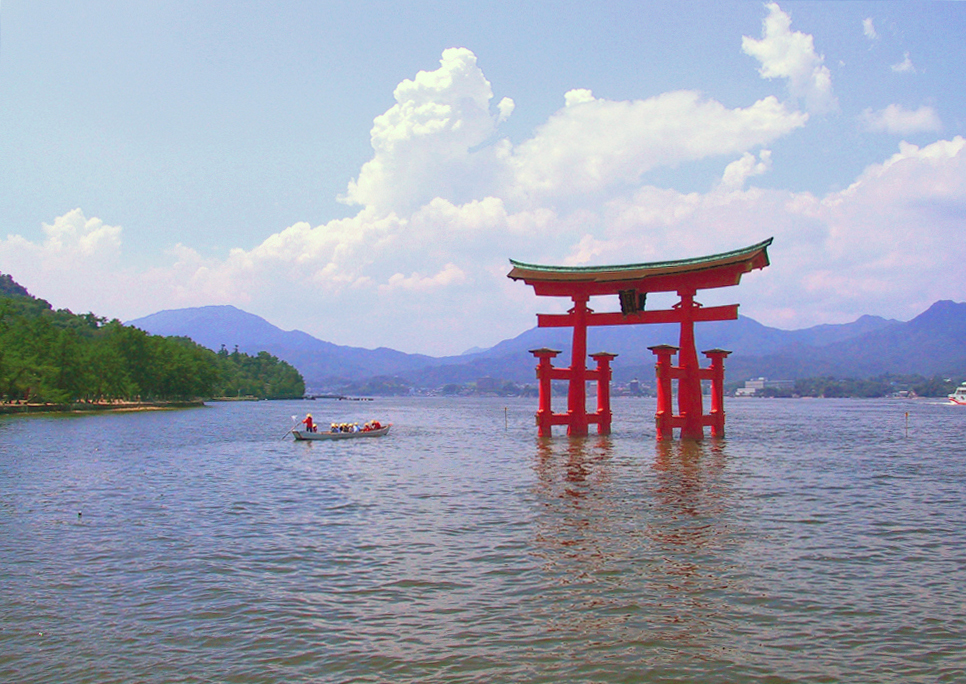
«Водяні ворота» святилища Іцукусіма, збудованого Тайрою но Кійоморі на узбережжі Внутрішнього Японського моря (м. Хацукаіті, префектура Хіросіма).

Вважається, що сучасне Внутрішнє Японське море утворилося внаслідок танення льодовика 12—10 тис. років тому й підняття рівня світового океану, води якого затопили рівнинні землі між горами регіонів Тюґоку і Шікоку.
Уже з неолітичних часів Внутрішнє море використовувалося як головна транспортна артерія, що зв'язувала острів Кюсю з регіоном Кінкі. У історичні часи значення моря зросло — по ньому передавалися до Японії досягнення Китайської цивілізації. Навіть після створення дороги Санйо, Внутрішнє Японське море залишалося головним транспортним шляхом.
Завдяки своєму вигідному географічному положенню та концентрації товарообігу, Внутрішнє море здавна притягувало місцевих можновладців. У 12-му столітті самурайський лідер Тайра но Кійоморі переніс столицю країни з Кіото на берег Внутрішнього моря у район сучасного міста Кобе.
У 14—16 століттях, у зв'язку з постійними внутрішніми війнами, владу на морі захопили піратські ватажки. Вони створили мережу «морських замків» і поставили під свій контроль усю морську торгівлю. Найвпливовішими з них були піратські флоти родини Муракамі (префектура Ехіме) та Кобаякава (префектура Хіросіма), які отримали самурайський статус.
У періоді Едо (1603–1867) Внутрішнє Японське море було однією з найрозвиненіших транспортних ліній. Оскільки всеяпонським торговим центром тих часів було місто Осака, човни з усієї країни нерідко проходили морем, збагачуючи місцеве населення. Окрім цього, Внутрішнє море було головним шляхом корейських і голландських посольств, які прямували до сьоґунської столиці Едо (суч. Токіо).

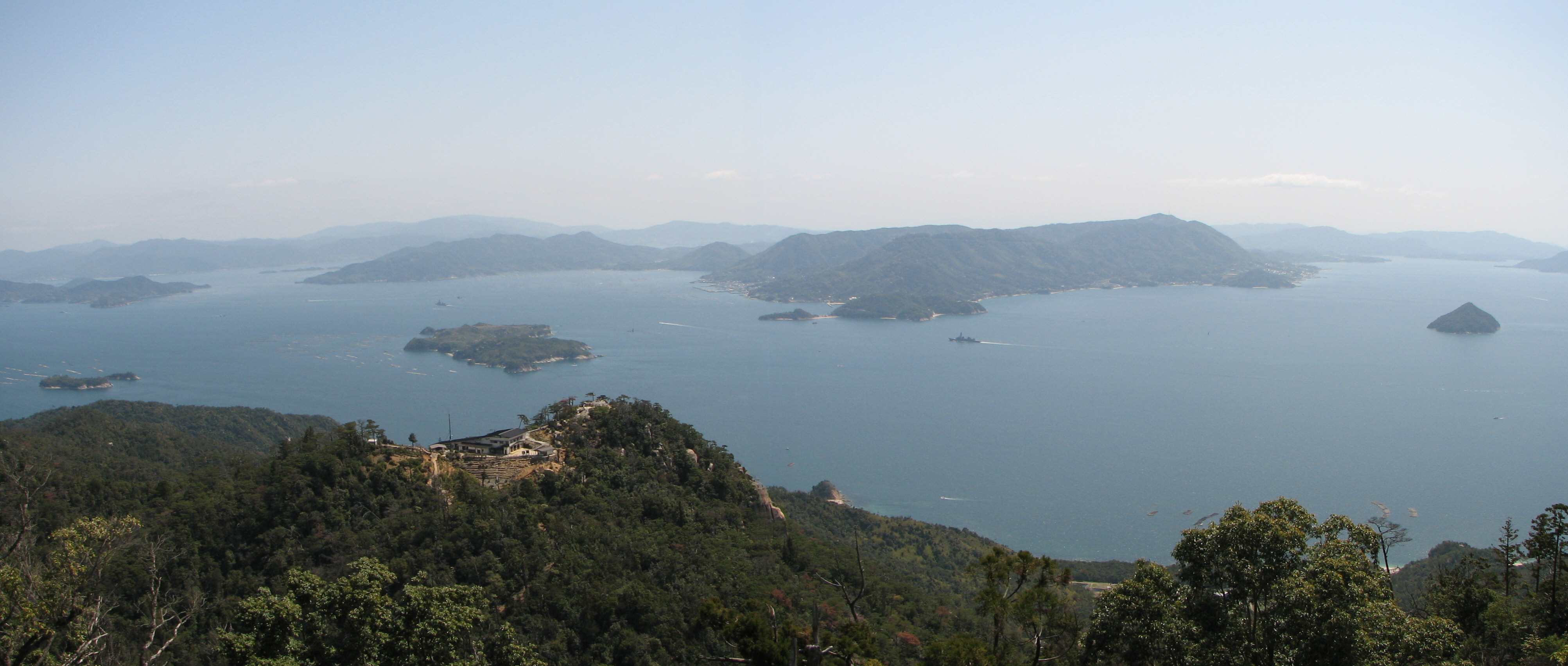
Краєвид островів з острова Іцукусіма (Міяджіма)

Після реставрації Мейдзі (1868) узбережні райони Внутрішнього Японського моря були швидко індустріалізовані. Одна зі штаб-квартир Японського імператорського флоту була в приморському місті Куре (префектура Хіросіма).
У 20-му столітті розвиток наземної інфраструктури (будівництво автомагістралі Санйо, розвиток залізничного транспорту, наведення мостів між Хонсю і Шікоку) зменшили значення Внутрішнього Японського моря. Однак по цей час воно залишається важливою міжнародною і внутрішньою транспортною артерією.

## Промисловість
Узбережжя Внутрішнього Японського моря є одним з найбільш індустріалізованих зон сучасної Японії. Окрім головних промислових центрів, таких як Осака, Хіросіма і Кобе, існують міста Хацукаіті, Куре, Фукуяма, Ніїхама та багато інших. Острів Інносіма відомий кораблебудуванням.
Основними галузями промисловості є сталеваріння, кораблебудування, очищення та перероблення нафтових продуктів.
Окрім промисловості, регіон Внутрішнього Японського моря отримує великі прибутки завдяки рибальству, сільському господарству та туризму.

## Туризм
Внутрішнє Японське море є всесвітньовідомим туристичним регіоном. Його красу прославляли китайські та корейські посли, середньовічні й сучасні європейці.
У 1934 році, за виключенням префектур Осака і Вакаяма, територія узбережжя і самого моря, з його незліченними островами, була включена до Національного парку «Внутрішнє море» (瀬戸内海国立公園), який є одним із найстаріших національних парків Японії.
Святилище Іцукусіма на однойменному острові в місті Хацукаіті (префектура Хіросіма), належить до Світової спадщини ЮНЕСКО, і є одним з найвідоміших японських туристичних центрів нарівні з Токіо і Кіото. Також відомим є місто Куре, центр Японського флоту під час Другої світової війни та місто Хіросіма, зараховане до Світової спадщини ЮНЕСКО у зв'язку з атомним бомбардуванням 1945 року.
Окрім цих місць, відомими є «мале Кіото» місто Такехара, старовинне місто порт Томо, залишки піратських баз Муракімі та самурайське святилище Оямасумі на острові Омісіма. Також багато туристів приїздять помилуватися чудовими ландшафтами Внутрішнього Японського моря.

## Основні порти
- Осака
- Кобе
- Хіросіма
- Сімоносекі
- Кітакюсю

## Моря
- Море Акі — між південним заходом префектури Хіросіма та північним заходом префектури Ехіме.

## Протоки
- Менеко — між островами Хонсю та Сімо-Камаґарі.
- Санносе — між островами Сімо-Камаґарі та Камі-Камаґарі.

## Мости
- Міст Акінада (№ 1) — сполучає острови Хонсю, Менеко та Сімо-Камаґарі.
- Міст Камаґарі (№ 2) — сполучає острови Сімо-Камаґарі та Камі-Камаґарі.
- Міст Сето — сполучає острови Хонсю та Шікоку.